# Franklin (Einheit)
Das Franklin (Einheitenzeichen Fr, nach dem amerikanischen Naturforscher und Erfinder Benjamin Franklin; synonyme Bezeichnung: Statcoulomb bzw. statC) ist im cgs-basierten elektrostatischen Einheitensystem (ESU) und im Gaußschen Einheitensystem die Einheit für elektrische Ladung und elektrischen Fluss.
In der Europäischen Union und der Schweiz ist das Franklin keine gesetzliche Einheit.

## Definition
Das Franklin ist wie folgt definiert:
Für zwei Körper im Abstand 1 cm, die beide die Ladung 1 Franklin tragen, beträgt die Abstoßungskraft 1 dyn:
{\displaystyle {\begin{aligned}1\ \mathrm {dyn} &=\mathrm {\frac {(1\ Fr)^{2}}{(1\ cm)^{2}}} \\\Leftrightarrow 1\ \mathrm {Fr=1\,statC=1\,ESU} &=1\ \mathrm {{\sqrt {dyn}}\cdot cm} \end{aligned}}}
mit ESU  als Platzhalter für die elektrische Ladung.
Diese Definition beruht auf dem Coulombschen Gesetz:
Zwei gleich große Ladungen {\displaystyle Q} im Abstand {\displaystyle r} stoßen sich ab mit der Kraft
{\displaystyle F=k_{\mathrm {C} }\cdot {\frac {Q^{2}}{r^{2}}}}
wobei {\displaystyle k_{\mathrm {C} }} die Coulomb-Konstante ist. Im elektrostatischen CGS-System ist sie dimensionslos: {\displaystyle k_{\mathrm {C} }=1}.

## Umrechnung

### Entsprechende SI-Einheit
Elektromagnetische Einheiten aus verschiedenen Einheitensystemen dürfen nicht zusammen verwendet werden, weil sie auf unterschiedlichen Größensystemen beruhen; so darf das Franklin oder die aus ihm abgeleitete Einheiten in Gleichungen nicht gemeinsam mit der entsprechenden SI-Einheit Coulomb verwendet werden.
Der Faktor zur Umrechnung in Coulomb hängt davon ab, welche Größe in Franklin angegeben werden soll.

#### Elektrische Ladung
{\displaystyle 1\ \mathrm {Fr} \,\;\mathrel {\widehat {=}} \;{\frac {10}{\{c\}}}\mathrm {A\cdot s} \,=\,{\frac {1}{2\,997\,924\,580}}\ \mathrm {C} \,\approx \,3{,}335641\cdot 10^{-10}\ \mathrm {C} }
hierbei ist 
- A die Einheit Ampere,
- C die Einheit Coulomb (1 C = 1 A·s),
- {c}  = 2.99792458e10 der Zahlenwert der Lichtgeschwindigkeit in der Einheit cm/s.

#### Elektrischer Fluss
{\displaystyle 1\ \mathrm {Fr} \,\;\mathrel {\widehat {=}} \;{\frac {1}{4\,\pi }}\ {\frac {10}{\{c\}}}\ \mathrm {A\cdot s} \,\approx \,2{,}6544\cdot 10^{-11}\ \mathrm {C} }

### CGS-Basiseinheiten
{\displaystyle 1\ \mathrm {Fr} =\mathrm {1\ {\sqrt {dyn}}\cdot cm} =\mathrm {1\ cm^{3/2}\cdot g^{1/2}\cdot s^{-1}} }